# Izveštaj o promenama na kapitalu
Izveštaj o promenama na kapitalu ili izveštaj o promeni vlasničke glavnice je poseban deo finansijskog izveštaja u kome se prikazuju podaci o promenama (povećanjima i smanjenjima) sopstvenog kapitala jednog pravnog lica u periodu od početka poslovne godine, do dana bilansiranja.. To je izvedeni izveštaj u skladu sa Zakonom o računovodstvu i reviziji, koji je namenjen vlasnicima kapitala. Sačinjavanja na osnovu bilansa stanja i bilansa uspeha i obavezno mora da sadrži:
- neto dobitak ili gubitak u toku obračunskog peroida
- stavke prihoda i rashoda koje nisu obuhvaćene u okviru bilans uspeha, već se priznaju u korist ili na  teret kapitala
- zbirni efekat promena u računovodstvenoj politici i korekcjije po osnovu fundamentalnih grešaka

Osim toga, izveštaj može da sadrži informacije o kapitalnim transakcijama (dodatni ulozi vlasnika, povlačenje uloga), stanje akumuliranog dobitka ili gubitka na početku perioda i na dan bilansa stanja,  kretanje za period i promene i stanje na svakoj klasi akcijskog kapitala, emisione premije i rezerve na početku i kraju obračunskog perioda, uporedne knjigovođstvene izveštaje za svaku vrstu sostvenog kapitala.
Cilj ovog izveštaja je utvrđivanje da li je došlo do povećanja ili smanjenja neto imovine u posmatranom periodu, što je jedna od značajnih informacija za vlasnike kapitala.